# Кабрал ди Мелу Нету, Жуан

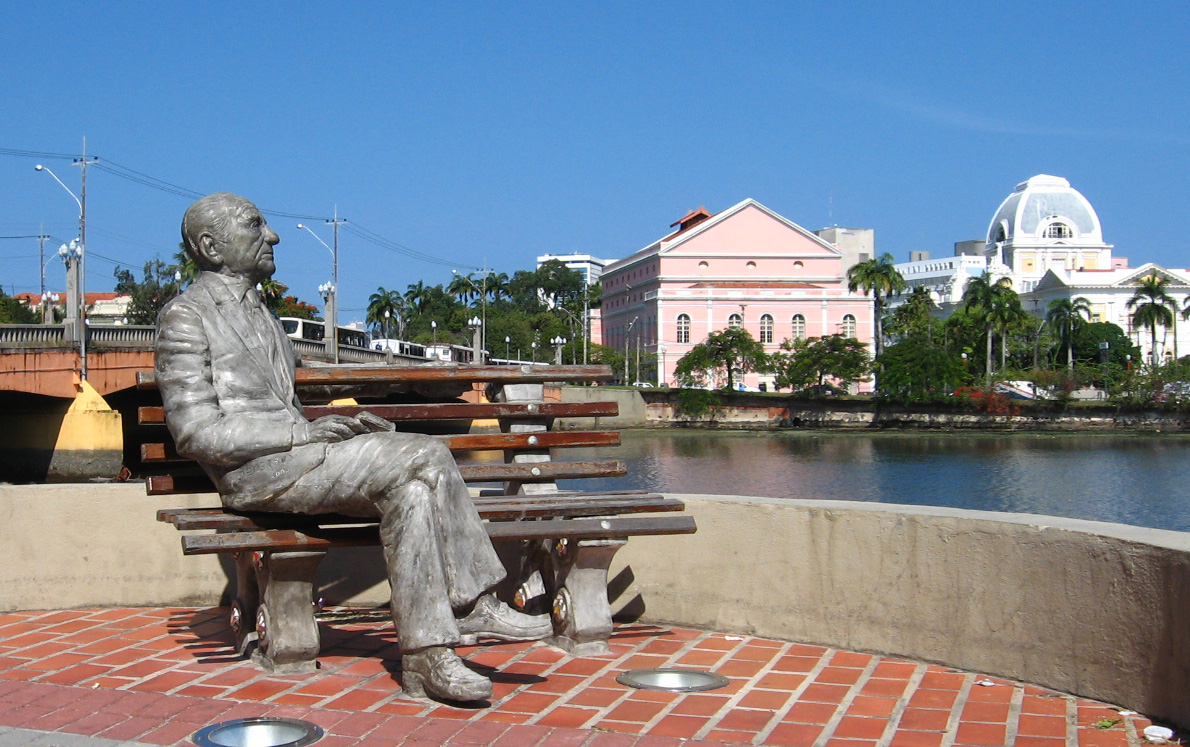
Памятник поэту в его родном городе Ресифи

Жуа́н Кабра́л ди Ме́лу Не́ту (порт. João Cabral de Melo Neto; 9 января 1920, Ресифи — 9 октября 1999, Рио-де-Жанейро) — бразильский поэт и дипломат, одна из важнейших фигур позднего бразильского модернизма.

## Биография
В 1940 вошёл в круг столичных поэтов-авангардистов (Жоржи ди Лима, Карлос Друммонд де Андраде). В 1946 году поступил на дипломатическую службу, на которой прошла его жизнь. В конце 1940-х годов жил и работал в Барселоне, сблизился с Миро, Хуаном Броссой и другими членами группы Доу эль Сет (Dau al Set): Тапиес, Кушарт.

## Творчество
В стихах тяготел к объективистской, внеличной поэтике (Малларме, Валери) и строгим формам, что дало критикам повод говорить о его своеобразном конструктивизме.

## Произведения

### Стихи
- Pedra do Sono (1942)
- Os Três Mal-Amados (1943)
- O Engenheiro (1945)
- Psicologia da Composição com a Fábula de Anfion e Antiode (1947)
- O Cão Sem Plumas (1950)
- O Rio ou Relação da Viagem que Faz o Capibaribe de Sua Nascente à Cidade do Recife (1954)
- Dois Parlamentos (1960)
- Quaderna (1960)
- A Educação pela Pedra (1966)
- Museu de Tudo (1975)
- A Escola das Facas (1980)
- Auto do Frade (1984)
- Agrestes (1985)
- Crime na Calle Relator (1987)
- Primeiros Poemas (1990)
- Sevilha Andando (1990)

### Эссе
- Consideração sobre o Poeta Dormido (1941)
- Prática de Mallarmé (1942)
- Joan Miró (1942)
- Poesia e Composição (1952)
- Carta a Murilo Mendes (1972)
- Prosa (1998)

### Публикации на русском языке
- [Стихи]// Поэзия Латинской Америки. М.: Художественная литература, 1975, с.167-170

## Признание
На английский язык его поэму Morte e Vida Severina перевела Элизабет Бишоп, музыкальную драму на её основе создал Шико Буарке.
Член Бразильской литературной академии (1968). Премия Камоэнса (1990), Нейштадтская литературная премия (1992), Премия королевы Софии по ибероамериканской поэзии (1994).
Орден Культурных заслуг (Бразилия) (2010, посмертно).